# クバン盾章
クバン盾章（クバンたてしょう、ドイツ語: Kubanschild）は、ナチス・ドイツの袖用盾章。

## 概要
クバン橋頭堡の攻防戦に加わった軍人のため、1943年9月21日に制定された。受章するには下記に定める条件に一つ以上合致している必要があった。

### 受章条件
- 60日以上橋頭保の防衛に就く
- 橋頭保防衛中負傷する
- 計12回行われた橋頭保を巡る大規模作戦のうち1回以上に参戦する

## デザイン
一番上に国家鷲章が、その両脇に橋頭保を巡る攻防戦が展開された1943年の文字がある。そしてそれらの下に盾章の名前を表す「KUBAN」の文字が書かれている。中央から下部にかけて引かれている線は橋頭保の最前線を示している。
盾章は銅メッキを施した亜鉛が材料に使用されていた。
盾章を佩用するときは裏に当て布をするが、その色は所属組織によって分けられていた。
- 緑：陸軍
- 青：空軍
- 黒：装甲部隊